# 北安市
北安市（ほくあん-し）は中華人民共和国黒竜江省黒河市に位置する県級市。市名は北疆の平安を希望して命名された。

## 地理
市北部には、五大連池市にある山口湖ダムと接している。また、先鋒ダムが市内にある。

## 歴史
1912年（民国元年）に設置された竜門鎮設治局を前進とする。1917年（民国6年）に竜門県とされたが、広東省に同名県が存在したことから同年竜鎮県と改称された。満州国が成立すると1939年（康徳9年）に北安県と改称、1960年に北安市、1963年に北安県、1982年に北安市と改編され現在に至る。

## 行政区画
6街道、5鎮、3郷、1民族郷を管轄：
- 街道弁事処：兆麟街道、和平街道、北崗街道、慶華街道、鉄西街道、鉄南街道
- 鎮：通北鎮、趙光鎮、海星鎮、石泉鎮、二井鎮

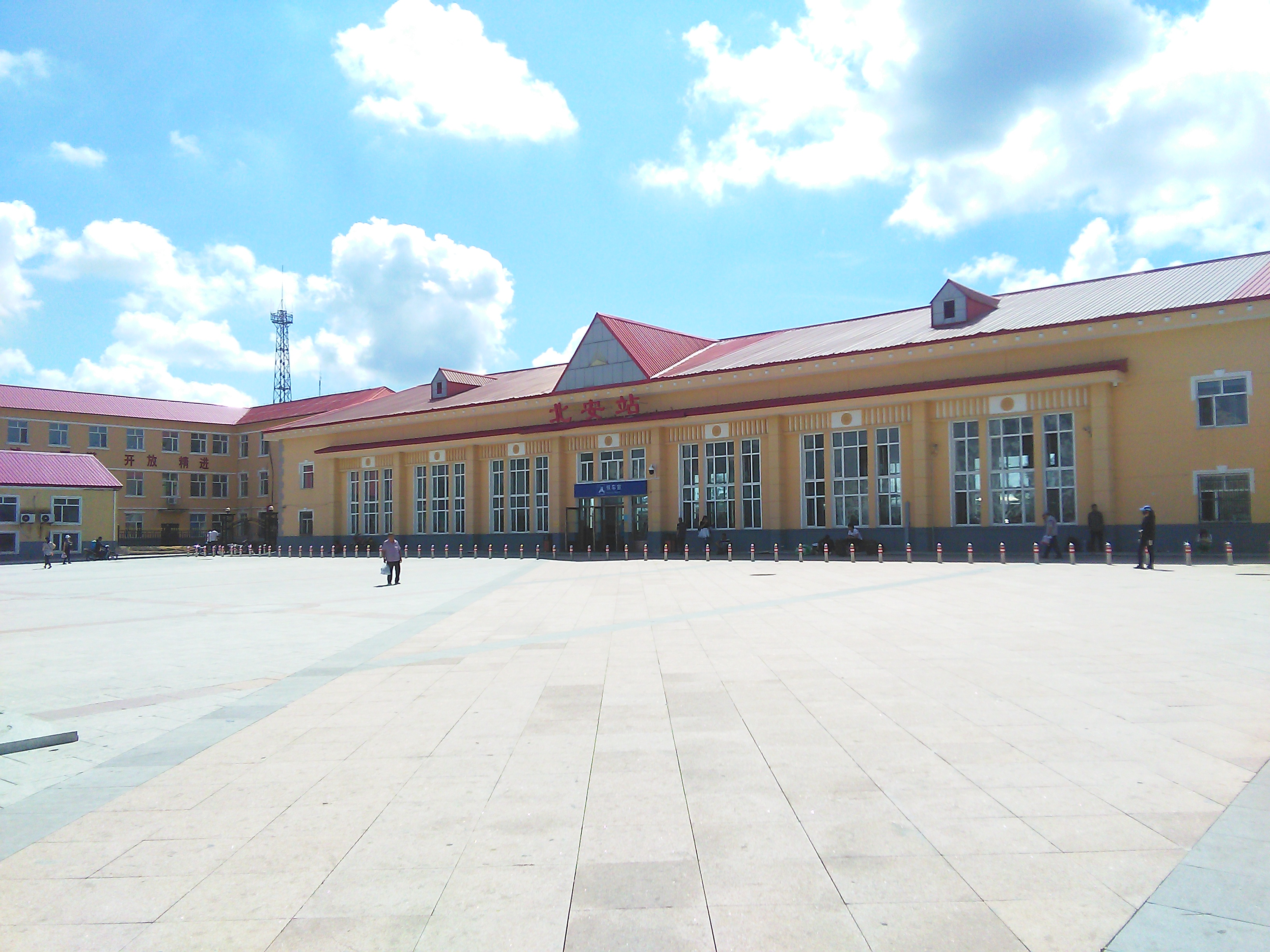
北安駅

- 郷：城郊郷、東勝郷、楊家郷
- 民族郷：主星朝鮮族郷

## 交通

### 鉄道
- 中国国家鉄路集団
  - 中国鉄路ハルビン局集団公司
    - 北黒線　北安駅 - 二井駅（中国語版） -（黒河方面）
    - 浜北線　北安駅 - 趙光駅（中国語版） - 李家駅 - 通北駅（中国語版） -（ハルビン方面）
    - 斉北線　北安駅 -（チチハル方面）

### 道路
- 高速道路
  -  吉黒高速道路
  -  伊斉高速道路
  -  綏北高速道路
- 国道
  -  G202国道
  -  G332国道（中国語版）

## 健康・医療・衛生
- 北安市第一人民医院、北安市第二人民医院、北安市第三人民医院